# جوناس بورتين
جوناس بورتين (بالفنلندية: Jonas Portin)‏ هو لاعب كرة قدم فنلندي في مركز الدفاع، ولد في 30 سبتمبر 1986 في جاكوبستاد في فنلندا. شارك مع منتخب فنلندا تحت 19 سنة لكرة القدم ومنتخب فنلندا تحت 21 سنة لكرة القدم. أما مع النوادي، فقد لعب مع نادي أسكولي ونادي بادوفا ونادي بارما.

## وصلات خارجية
- جوناس بورتين على موقع إي إس بي إن إف سي (الإنجليزية)
- جوناس بورتين على موقع قاعدة بيانات كرة القدم.إي يو (الإنجليزية)
- جوناس بورتين على موقع Soccerway.com (الإنجليزية)
- جوناس بورتين على موقع عالم كرة القدم.نت (الإنجليزية)